# Юнацька збірна Бутану з футболу (U-17)
Юнацька збірна Бутану з футболу (U-17) — національна футбольна збірна Бутану, що складається із гравців віком до 17 років. Керівництво командою здійснює Футбольна асоціація Бутану.
Головним континентальним турніром для команди є Юнацький кубок Азії, який з 2008 року розігрується серед команд з віковим обмеженням до 16 років, і успішний виступ на якому дозволяє отримати путівку на Чемпіонат світу (U-17). Також може брати участь у товариських і регіональних змаганнях, зокрема у Юнацькому чемпіонаті ФФПА, юнацькій першості серед країн, що входять до Футбольної асоціації Центральної Азії.
Протягом 1980-х років брала участь у відбіркових турнірах на світову першість у форматі U-16.

## Виступи на міжнародних турнірах

### Юнацький кубок Азії з футболу
| Юнацький кубок Азії | Юнацький кубок Азії | Юнацький кубок Азії | Юнацький кубок Азії | Юнацький кубок Азії | Юнацький кубок Азії | Юнацький кубок Азії | Юнацький кубок Азії | Юнацький кубок Азії |
| Господар / Рік      | Результат           | Місце               | І                   | В                   | Н                   | П                   | Г+                  | Г-                  |
| ------------------- | ------------------- | ------------------- | ------------------- | ------------------- | ------------------- | ------------------- | ------------------- | ------------------- |
| 1985                | не кваліфікувалася  | не кваліфікувалася  | не кваліфікувалася  | не кваліфікувалася  | не кваліфікувалася  | не кваліфікувалася  | не кваліфікувалася  | не кваліфікувалася  |
| 1986                | не кваліфікувалася  | не кваліфікувалася  | не кваліфікувалася  | не кваліфікувалася  | не кваліфікувалася  | не кваліфікувалася  | не кваліфікувалася  | не кваліфікувалася  |
| 1988                | не кваліфікувалася  | не кваліфікувалася  | не кваліфікувалася  | не кваліфікувалася  | не кваліфікувалася  | не кваліфікувалася  | не кваліфікувалася  | не кваліфікувалася  |
| 1990                | не кваліфікувалася  | не кваліфікувалася  | не кваліфікувалася  | не кваліфікувалася  | не кваліфікувалася  | не кваліфікувалася  | не кваліфікувалася  | не кваліфікувалася  |
| 1992                | не кваліфікувалася  | не кваліфікувалася  | не кваліфікувалася  | не кваліфікувалася  | не кваліфікувалася  | не кваліфікувалася  | не кваліфікувалася  | не кваліфікувалася  |
| 1994                | не кваліфікувалася  | не кваліфікувалася  | не кваліфікувалася  | не кваліфікувалася  | не кваліфікувалася  | не кваліфікувалася  | не кваліфікувалася  | не кваліфікувалася  |
| 1996                | не кваліфікувалася  | не кваліфікувалася  | не кваліфікувалася  | не кваліфікувалася  | не кваліфікувалася  | не кваліфікувалася  | не кваліфікувалася  | не кваліфікувалася  |
| 1998                | не кваліфікувалася  | не кваліфікувалася  | не кваліфікувалася  | не кваліфікувалася  | не кваліфікувалася  | не кваліфікувалася  | не кваліфікувалася  | не кваліфікувалася  |
| 2000                | не кваліфікувалася  | не кваліфікувалася  | не кваліфікувалася  | не кваліфікувалася  | не кваліфікувалася  | не кваліфікувалася  | не кваліфікувалася  | не кваліфікувалася  |
| 2002                | не кваліфікувалася  | не кваліфікувалася  | не кваліфікувалася  | не кваліфікувалася  | не кваліфікувалася  | не кваліфікувалася  | не кваліфікувалася  | не кваліфікувалася  |
| 2004                | не кваліфікувалася  | не кваліфікувалася  | не кваліфікувалася  | не кваліфікувалася  | не кваліфікувалася  | не кваліфікувалася  | не кваліфікувалася  | не кваліфікувалася  |
| 2006                | не кваліфікувалася  | не кваліфікувалася  | не кваліфікувалася  | не кваліфікувалася  | не кваліфікувалася  | не кваліфікувалася  | не кваліфікувалася  | не кваліфікувалася  |
| 2008                | не кваліфікувалася  | не кваліфікувалася  | не кваліфікувалася  | не кваліфікувалася  | не кваліфікувалася  | не кваліфікувалася  | не кваліфікувалася  | не кваліфікувалася  |
| 2010                | не кваліфікувалася  | не кваліфікувалася  | не кваліфікувалася  | не кваліфікувалася  | не кваліфікувалася  | не кваліфікувалася  | не кваліфікувалася  | не кваліфікувалася  |
| 2012                | не кваліфікувалася  | не кваліфікувалася  | не кваліфікувалася  | не кваліфікувалася  | не кваліфікувалася  | не кваліфікувалася  | не кваліфікувалася  | не кваліфікувалася  |
| 2014                | не кваліфікувалася  | не кваліфікувалася  | не кваліфікувалася  | не кваліфікувалася  | не кваліфікувалася  | не кваліфікувалася  | не кваліфікувалася  | не кваліфікувалася  |
| 2016                | не кваліфікувалася  | не кваліфікувалася  | не кваліфікувалася  | не кваліфікувалася  | не кваліфікувалася  | не кваліфікувалася  | не кваліфікувалася  | не кваліфікувалася  |
| 2018                | не кваліфікувалася  | не кваліфікувалася  | не кваліфікувалася  | не кваліфікувалася  | не кваліфікувалася  | не кваліфікувалася  | не кваліфікувалася  | не кваліфікувалася  |
| 2020                | не кваліфікувалася  | не кваліфікувалася  | не кваліфікувалася  | не кваліфікувалася  | не кваліфікувалася  | не кваліфікувалася  | не кваліфікувалася  | не кваліфікувалася  |
| Усього              | 0/18                | 0 перемог           | 0                   | 0                   | 0                   | 0                   | 0                   | 0                   |

### Юнацький чемпіонат ФФПА
| Юнацький чемпіонат ФФПА | Юнацький чемпіонат ФФПА | Юнацький чемпіонат ФФПА | Юнацький чемпіонат ФФПА | Юнацький чемпіонат ФФПА | Юнацький чемпіонат ФФПА | Юнацький чемпіонат ФФПА | Юнацький чемпіонат ФФПА | Юнацький чемпіонат ФФПА |
| Господар / Рік          | Результат               | Місце                   | І                       | В                       | Н                       | П                       | Г+                      | Г-                      |
| ----------------------- | ----------------------- | ----------------------- | ----------------------- | ----------------------- | ----------------------- | ----------------------- | ----------------------- | ----------------------- |
| 2011                    | відмовилися від участі  | відмовилися від участі  | відмовилися від участі  | відмовилися від участі  | відмовилися від участі  | відмовилися від участі  | відмовилися від участі  | відмовилися від участі  |
| 2013                    | груповий етап           |                         | 3                       | 0                       | 1                       | 2                       | 1                       | 10                      |
| 2015                    | відмовилися від участі  | відмовилися від участі  | відмовилися від участі  | відмовилися від участі  | відмовилися від участі  | відмовилися від участі  | відмовилися від участі  | відмовилися від участі  |
| 2017                    | півфінали               | 4-е                     | 4                       | 1                       | 0                       | 3                       | 6                       | 14                      |
| 2018                    | груповий етап           |                         | 2                       | 0                       | 0                       | 2                       | 0                       | 8                       |
| 2019                    | груповий етап           | 5-е                     | 4                       | 0                       | 0                       | 4                       | 4                       | 20                      |
| Усього                  | 4/6                     | 0 перемог               | 13                      | 1                       | 1                       | 11                      | 11                      | 52                      |

## Титули і досягнення
- Юнацький чемпіонат ФФПА
  - 4-те місце:  2017